# 錫達米爾 (加利福尼亞州)
錫達米爾（英語：Cedar Mill）是位於美國加利福尼亞州普盧默斯縣的一個非建制地區。該地的面積和人口皆未知。

## 地理
錫達米爾的座標為39°56′39″N 120°55′24″W / 39.94417°N 120.92333°W，而該地的平均海拔高度為1043米（即3422英尺）。